# Джордже Вайферт
Джордже Вайферт (серб. Đorđe Vajfert / Ђорђе Вајферт, Панчево, Австрійська імперія, 15 червня 1850 — Белград, Королівство Югославія, 12 січня 1937) — сербський промисловець німецького походження, голова Національного банку Сербії (пізніше Югославії). Крім того, він вважається засновником сучасної гірничодобувної промисловості в Сербії і великим меценатом.

## Біографія
Джордже Вайферт народився в 1850 році в Панчево, місті в Банате, в якому до початку Першої світової війни німці становили значну частину населення. Сім'я Вайфертов відносилась до дунайських швабів. З раннього віку Джордже працював разом зі своїм батьком Ігнацієм Вайфертом, який займався пивоварінням в Белграді. Вайфертам належав перший пивоварний завод в Королівстві Сербія. Джордже навчався майстерності пивоваріння в Вайнштефане поблизу Мюнхена. Після чого він повернувся до Сербії і взяв на себе справу батька, яку він згодом розвинув до найбільшої пивоварні на Балканах, що проіснувала до 2008 року. На виручений прибуток він придбав вугільну шахту в Костолаце, а потім і мідний рудник в Борі, каменоломню в Заечаре і нарешті золотий рудник. Завдяки доходам з гірничодобувної діяльності Вайферт став одним з найбагатших людей Сербії свого часу, а також найбільшим промисловцем майбутньої Югославії.
У 1890 році Вайферт був призначений губернатором Привілейованого народного банку Сербського Королівства. Цю посаду він обіймав двічі: з 1890 по 1902 рік і з 1912 по 1918 рік. За цей час він заробив собі гарну репутацію, зумівши підтримувати курс сербського динара і кредитоспроможність банку в важкі воєнні роки. Вона ж стала причиною призначення Вайферта на посаду губернатора Національного банку Югославії після Першої світової війни. Найбільш відомим його заходом на посаді став перехід на новий югославський динар. Заміна викликала також і цілий ряд критики. У той час як старий сербський динар обмінювався в співвідношенні 1: 1 до нової валюти, австро-угорська крона — в співвідношенні 4: 1. Подібне не могло не привести до розорення значної кількості жителів колишньої Австро-Угорщини.
Джордже Вайферт заробив також собі репутацію великого мецената і благодійника. Так він пожертвував свою дорогу колекцію античних монет і особисту бібліотеку на користь Белградського університету. У своєму рідному Панчеве він побудував католицьку церкву з маленькою каплицею, присвячену Святої Анни, в пам'ять своєї матері, яку звали Анною.
На свої кошти він відкрив великий католицький цвинтар в Панчево, де до сих пір спочивають останки багатьох членів сім'ї Вайферт.

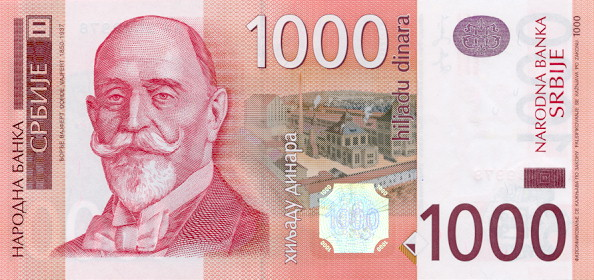
Джордже Вайферт

Джордже Вайферт помер 12 січня 1937 року в своєму особняку в Белграді. 14 січня відбулася панахида в церкві в Панчево, і він був похований на католицькому цвинтарі рідного міста. Спадкоємцем його статку став племінник Фердинанд Грамберг.
З 2001 року портрет Джорджа Вайферта зображений на купюрі в 1000 сербських динарів.